# Цена среће
Цена среће (шп. Niños ricos, pobres padres) колумбијско-америчка је теленовела, продукцијске куће Телемундо, снимана 2009.
У Србији је емитована током 2010. и 2011. на Првој телевизији.

## Радња
Алехандра Паз је рођена у Сједињеним Америчким Државама. Њена мајка је тамо дошла бежећи од тужне прошлости, међутим никада није успела да среди свој имиграциони статус због чега су, пред сам завршетак свог средњошколског образовања, Алехандра и она приморане да се врате у Колумбију. Њихов повратак изазива сусрет са фамилијом коју Алехандра до тада никада није упознала. Наиме, њена мајка потиче из богате и утицајне породице, те ће сада Алехандра неочекивано постати део света у коме се уважавају вредности које су доста другачије од оних којим је навикнута. 
Алехандра ће бити пребачена у најуваженији колеџ у земљи. На том колеџу се школују деца најбогатијих људи из региона, група незадовољних тинејџера који знају да ће сутрадан од својих родитеља наследити све, али ипак желе више. При самом доласку на колеџ, Алехандра постаје жртва интрига својих колега и открива да се новцем може постићи све сем достојанства и карактера људи.

## Улоге
| Глумац:                 | Улога:                      |
| ----------------------- | --------------------------- |
| Кармен Виљалобос        | Алехандра Паз               |
| Хуан Себастијан Каиседо | Естебан Санмигел            |
| Алдамир Кореа           | Давид Робледо               |
| Ајлин Мухика            | Вероника Риос               |
| Фабиола Капоманес       | Лусија Риос                 |
| Маргарита Муњос         | Исабела Домингез            |
| Хавијер Делђудићи       | Гиљермо Санмигел            |
| Ђералдин Сивик          | Моника Санмигел             |
| Хуан Пабло Шак          | Роберто де ла Торе          |
| Марсело Сезан           | Хорхе Сервантес             |
| Анхела Вергара          | Ванеса Вергара              |
| Дидијер Ван дер Хове    | Карлос Аларкон              |
| Миљије Руперто          | Берта Робледо               |
| Ђохана Бахамон          | Карина Суарез               |
| Конрадо Осорио          | Едуардо Домингез            |
| Андрес Фијеро           | Дијего Агире                |
| Карлос Артуро Буелвас   | Сантијаго де ла Торре       |
| Татјана Рентерија       | Аурора Агире                |
| Паула Барето            | Доротеа Кортес              |
| Хавијер Хатин           | Матијас Кинтана             |
| Александер Родригез     | Маурисио Хуертас            |
| Хуан Давид Агудело      | Хуан Аларкон                |
| Моника Пардо            | Анаис Обрегон               |
| Александер Гил          | Артуро Дуарте               |
| Карлос Хуертадо         | Рафаел Робледо              |
| Алваро Гарсија          | Томас Донели                |
| Маргарита Вега          | Хулијана Пардо              |
| Камило Пердомо          | Мануел де ла Роса Сервантес |
| Габријел Валензуела     | Габријел Гранадос           |
| Малеха Рестрепо         | Амелија Ричардс             |
| Алехандра Гузман        | Росио Гранадос              |
| Себастијан Еслава       | Мигел Забала                |
| Хулијана Гомез          | Марија Долорес Лола Робледо |
| Мајида Иса              | Марта Гранадос              |